# Merxheim (Rhénanie-Palatinat)
Pour l’article homonyme, voir Merxheim.
Merxheim est une municipalité allemande située dans le land de Rhénanie-Palatinat et l'arrondissement de Bad Kreuznach.